# IC 5152
IC 5152 é uma galáxia irregular a 5,8 milhões de anos-luz na constelação de Indus. Ela foi descoberta por DeLisle Stewart em 1908. Há uma questão aberta se é ou não um membro do Grupo Local.